# تاداشي واكاباياشي
تاداشي واكاباياشي (باليابانية: 若林忠志؛ بالكانا: わかばやし ただし) هو لاعب كرة قاعدة ياباني، ولد في 1 مارس 1908 في أواهو في الولايات المتحدة، وتوفي في 5 مارس 1965 في اليابان بسبب سرطان المعدة.

## وصلات خارجية
- تاداشي واكاباياشي على موقع الدوري الياباني لكرة القاعدة (الإنجليزية)
- تاداشي واكاباياشي على موقعبيزبول رفرنس.كوم (الدوري الثانوي) (الإنجليزية)
- تاداشي واكاباياشي على موقع قاعة هاواي للمشاهير الرياضية (مؤرشف) (الإنجليزية)